# Elisabeth Andreassen
Elisabeth Gunilla Andreassen, född Andreasson den 28 mars 1958 i Göteborg, är en svensk-norsk sångare, musiker och låtskrivare. Hon har haft karriär i både Sverige och Norge och vann Eurovision Song Contest 1985 som del av duon Bobbysocks. Hon bar efternamnet Andreasson fram till sitt giftermål 1994.

## Biografi
Andreassen föddes som norsk medborgare i Göteborg. Som 6-åring flyttade hon till den lilla ön Källö-Knippla i Göteborgs skärgård. Hon är delvis uppvuxen i samhället Sykkylven, Norge där hennes mormor och morfar hade en lantgård.
1978 kom Andreassen tvåa i Göteborgs-Tidningens talangtävling Sjöstjärnan ombord på en färja på väg till Amsterdam. Hon bildade sitt första band, "KEB Special", tillsammans med Kalle Bäckström och Bengt Adielsson. Under två år spelade de countrymusik på krogar och pubar över hela Sverige. Hennes andra grupp hette "Eliza Band", som förutom Andreassen bestod av Kjell-Åke Ring och Leif Ingdahl.
1980 blev Andreassen upptäckt av Lasse Holm vid en countrygala i Medborgarhuset i Stockholm. Dagen därpå fick hon spela in en demo och tre veckor senare blev hon medlem i gruppen Chips. Chips ställde upp i Melodifestivalen 1981 och vann året därpå med låten "Dag efter dag". I början av 1980-talet jobbade hon ofta tillsammans med countrysångaren Mats Rådberg. Hon medverkade i hans TV-serie The Country Show och tillsammans gav de ut albumet I'm the Singer, You're the Song.
Tillsammans med Hanne Krogh bildade hon gruppen Bobbysocks, som deltog i Eurovision Song Contest 1985 med låten "La det swinge" där den vann tävlingen. Bobbysocks splittrades 1988 och därefter sjöng Elisabeth Andreassen bland annat tillsammans med Jan Werner Danielsen fram tills han avled 2006.
Andreassen är en mångsidig artist. Hon har sjungit country, pop, rock, visor, ballader. Hon spelar tre instrument: gitarr, piano och kontrabas. Hon har även varit verksam som revy- och musikalartist.
Med Kikki Danielsson medverkade hon i countryturnén Country Cross Country (CCC).
Redan 1981 medverkade hon i musikalen Spök på Maximteatern i Stockholm med bl.a. Björn Skifs och Martin Ljung.
Hon har spelat revy med Bosse Parnevik och Dizzie Tunes. Under 1990-talet medverkade hon i musikaler som Sweeney Todd, Chess och Sofies Verden, samt en konsertversion av The Phantom of the Opera.
Andreassen är historisk som den kvinna som deltagit flest gånger i Eurovision Song Contest (4 gånger). I mitten av 2003 och 2004 ledde hon och Ole Jørgen Grønlund den årliga TV-showen från Momarkedet i Mysen, Norge. De två var också programledare för musikprogrammet Retro i norsk TV 2002–2003.
Tillsammans med schlagerväninnorna Kikki Danielsson och Lotta Engberg deltog hon i svenska Melodifestivalen 2002 med låten "Vem e' de' du vill ha". Samarbetet med Kikki och Lotta fortsatte senare i en krogshow på Rondo i Göteborg. I mitten av 2004 sommarturnerade hon runt Sverige med Lasse Holms musikturné Diggiloo. Andreassen medverkade även i pausunderhållningen i den norsk-svenska duellen i Melodifestivalen 2010. Hon medverkade som tävlande i Melodifestivalen 2011, med låten "Vaken i en dröm". Bidraget kom på åttonde plats i andra delfinalen och gick inte vidare.
Den 2 juli 1994 gifte hon sig med Tor Andreassen (och bytte samtidigt efternamn från Andreasson till Andreassen). På morgonen den 13 juni 2016 avled Tor Andreassen till följd av en hjärtinfarkt.
Andreassen är bosatt i Ullern i Oslo och har två döttrar.

## Solodiskografi
Källa: Elisabeth Andreassen fansite

### Studioalbum
| Titel                                              | Släppår |
| -------------------------------------------------- | ------- |
| I'm the Singer, You're the Song (med Mats Rådberg) | 1980    |
| Angel of the Morning                               | 1981    |
| I'm a Woman                                        | 1983    |
| Elisabeth Andreasson                               | 1985    |
| Älskar, älskar ej                                  | 1988    |
| Elisabeth                                          | 1990    |
| Stemninger                                         | 1992    |
| Julestemninger                                     | 1993    |
| Bettans jul                                        | 1996    |
| Så skimrande var aldrig havet                      | 1997    |
| Kjærlighetsviser                                   | 2001    |
| A Couple of Days in Larsville                      | 2004    |
| Short Stories                                      | 2005    |
| Spellemann                                         | 2009    |
| Julenatt (med Rein Alexander)                      | 2009    |
| Kärleken & livet                                   | 2012    |
| De fineste                                         | 2014    |

### Samlingsalbum
| Titel                                 | Släppår |
| ------------------------------------- | ------- |
| Greatest Hits Vol. 1                  | 1983    |
| Greatest Hits Vol. 2                  | 1985    |
| Greatest Hits                         | 1986    |
| Elisabeth Andreassens bästa 1981-1995 | 1995    |
| Eternity                              | 1996    |
| 20 bästa                              | 1997    |

### Singlar
| Titel                                                                                               | Släppår            |
| --------------------------------------------------------------------------------------------------- | ------------------ |
| "I'm the Singer, You're the Song" / "Let Somebody Love You" (med Mats Rådberg)                      | 1980               |
| "In My Dreams" (signaturmelodi från Klippet)                                                        | 1982               |
| "Vad har du gjort med mej" (Heartbreaker) / "Du får mej i blom" (With You I'm Born Again)           | 1983               |
| "Du är allt som jag vill ha" / "Kärlek nu"                                                          | 1983               |
| "Kärleksmagi" / "Jag vågar tala om"                                                                 | 1984               |
| "Sommarreggae" (Sunshine Reaggae)/ "I'm a Woman"                                                    | 1984               |
| "I'm a Woman" / "Wish (jag vågar tala om)"                                                          | 1984               |
| "I'm a Woman (remix)" / "I'm a Woman (instrumental)" / "I'm a Woman (kort version)"                 | 1984 (#12, Kanada) |
| "Rysk roulett"                                                                                      | 1988               |
| "Kärlekens hav" / "Where there's Love, there's a Way"                                               | 1988               |
| "Endlessly" / "No Way to Treat a Lady"                                                              | 1988               |
| "That's where the Trouble Lies" / "Nobody there but Me"                                             | 1989               |
| "Varje gång du rör mig" / "Desperado" (Desperado)                                                   | 1990               |
| "Jag ser en stjärna falla" / "Jag ser en stjärna falla (LA Remix)"                                  | 1990               |
| "Kvinna för dig" / "Nä, nä, nä (Rätt eller fel)"                                                    | 1990               |
| "I natt jag drömde"                                                                                 | 1992 (promo)       |
| "I evighet" (svenska) / "Eternity" (engelska) / "I evighet" (norska) / "I evighet" (karaokeversion) | 1996               |
| "Kommer tid, kommer vår" (med Jan Johansen)                                                         | 1996 (promo)       |
| "Maria-salme"                                                                                       | 1996               |
| "Som stjärnor små"                                                                                  | 1997               |
| "Eternity" (engelska) / "Wir sind dabei" (tyska) / "Eternity" (norska) / "Eternity" (instrumental)  | 1998               |
| "En tåre av glede"                                                                                  | 2000               |
| "Finns det mirakel" (med Magnus Carlsson)                                                           | 2001               |
| "Jackson" (med Lee Hazelwood)                                                                       | 2005               |
| "The Year We Painted Pink"                                                                          | 2005 (promo)       |
| "Speilbilde" (med Trond Erics)                                                                      | 2006 (promo)       |
| "Vaken i en dröm" / "Vaken i en dröm" (singback)                                                    | 2011               |

### Sololåtar på Svensktoppen
| Titel                                   | Inträdesår / Utträdesår |
| --------------------------------------- | ----------------------- |
| "Mot alla vindar"                       | 1980                    |
| "Han pendlar varje dag (Morning Train)" | 1982                    |
| "Tissel, tassel"                        | 1986                    |
| "Nocturne"                              | 1993                    |
| "Pepita dansar"                         | 1998                    |

### Missade Svensktoppens lista
| Titel   | Testår |
| ------- | ------ |
| "Bibbi" | 1998   |

## Eurovision Song Contest
| År   | Låt                         | Anmärkning |
| ---- | --------------------------- | --- |
| 1981 | "God morgon"                | Andra plats i den svenska uttagningen tillsammans med Kikki Danielsson, Tania och Lasse Holm i gruppen Sweets 'n Chips      |
| 1982 | "Dag efter dag"             | Vinner den svenska uttagningen med Kikki Danielsson i duon Chips och slutar på åttonde plats i den internationella finalen  |
| 1984 | "Kärleksmagi"               | Oplacerad i den svenska uttagningen                                                                                         |
| 1985 | "La det swinge"             | Tillsammans med Hanne Krogh i Bobbysocks vinner hon Eurovision Song Contest åt Norge                                        |
| 1990 | "Jag ser en stjärna falla"  | Sjunde plats i den svenska uttagningen                                                                                      |
| 1994 | "Duett"                     | Vinner den norska uttagningen tillsammans med Jan Werner Danielsen och slutar på sjätte plats i den internationella finalen |
| 1996 | "I evighet"                 | Vinner den norska uttagningen och slutar tvåa i den internationella finalen                                                 |
| 1998 | "Winds of the Northern Sea" | Slutar på andra plats i den norska uttagningen                                                                              |
| 2002 | "Vem e' de' du vill ha"     | Tillsammans med Lotta Engberg och Kikki Danielsson slutar hon på tredje plats i den svenska uttagningen                     |
| 2003 | "Din hånd i min hånd"       | Tillsammans med Lotta Engberg och Kikki Danielsson slutar hon på tredje plats i den norska uttagningen.                     |
| 2011 | "Vaken i en dröm"           | Slutar på åttonde (sista) plats i andra deltävlingen av Melodifestivalen 2011.                                              |
| 2015 | "All over the world"        | Tillsammans med Tor Endresen slutar hon på en fjärde plats i den norska uttagningen                                         |

## Filmografi
- 1982 – Klippet